# No-hitter

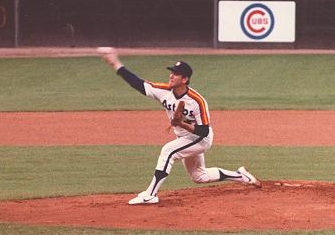
Nolan Ryan detiene il record per il maggior numero di no-hitter nelle major league con sette

Nel gioco del baseball, il termine no-hitter ("nessuna valida") designa una partita di almeno 9 inning in cui una delle due squadre non riesce a realizzare nemmeno una battuta valida, una battuta, cioè, in territorio valido che consenta al corridore di raggiungere la prima base prima della palla, e quindi dell'eliminazione. Seppur attribuibile a più giocatori che si alternano sul monte di lancio, il termine no-hitter designa più specificamente la prestazione di un solo lanciatore, ed è uno dei momenti attraverso i quali si raggiunge il perfect game.
Nonostante sia molto difficile da realizzare, un no-hitter non è garanzia per il lanciatore di ottenere una vittoria, in quanto i battitori avversari potrebbero raggiungere la prima base attraverso errori dello stesso lanciatore o della difesa, o ancora su base ball, grazie cioè a quattro lanci che terminano fuori della zona di strike. Il 23 aprile 1964, Ken Johnson perse una partita chiusa con un no-hitter per 1 a 0, in quanto Pete Rose raggiunse la prima base su un errore difensivo e segnò grazie a un secondo errore.

## Fatti e numeri
- Il lanciatore con il maggior numero di no-hitter in carriera è Nolan Ryan, con 7: lanciò il primo il 15 maggio 1973 e l'ultimo il 1º maggio 1991, diventando in quest'ultimo il giocatore più anziano con un no-hitter, a 44 anni. Nessuna delle sue 7 prestazioni, tuttavia, è diventata un perfect game.
- Johnny Vander Meer è l'unico giocatore nella storia ad aver lanciato due no-hitter consecutivi, mentre Allie Reynolds, Virgil Trucks e Nolan Ryan sono gli unici altri lanciatori con due no-hitter nella stessa stagione.
- Nella storia, si sono avuti 11 "no-hitter combinati", lanciati cioè da due o più giocatori della stessa squadra: nel primo, il 13 giugno 1917, Babe Ruth riuscì solo a concedere una base ball e a farsi espellere, privando il suo compagno di squadra Ernie Shore, che ritirò tutti i battitori che affrontò, della possibilità di ottenere un perfect game.
- Nel 1917, Fred Toney dei Cincinnati Reds e Hippo Vaughn dei Chicago Cubs lanciarono nell'unica partita della storia in cui dopo 9 inning nessuna delle due squadre in campo aveva ottenuto un punto, o una valida. Nel decimo inning, i Reds segnarono il punto della vittoria e Toney chiuse con un no-hitter da 10 inning.
- Nel 1967, Steve Barber e Stu Miller dei Baltimore Orioles lanciarono un no-hitter combinato, ma la loro squadra perse la partita 2ª 1. Bob Feller dei Cleveland Indians lanciò l'unico no-hitter del primo giorno della stagione, nel 1940, mentre il perfect game di Mike Witt nel 1984 è anche l'unico no-hitter lanciato nell'ultimo giorno della stagione.
- Il 12 giugno 1970, il lanciatore di baseball Dock Ellis lanciò un no-hitter per i Pittsburgh Pirates mentre era sotto l'influenza ed effetto di LSD.
- Il 6 settembre 2006 Anibal Sanchez, lanciatore dei Florida Marlins, ha messo fine a una serie di 6.364 partite di Major League Baseball senza no-hitter, succedendo nell'elenco al perfect game lanciato da Randy Johnson il 18 maggio 2004. Gli oltre due anni trascorsi tra le due prestazioni sono stati il periodo più lungo senza un no-hitter dalla Seconda guerra mondiale, e in particolare dal 27 aprile 1944, quando Jim Tobin ne lanciò uno quasi tre anni dopo il precedente, ottenuto da Lon Warneke il 30 agosto 1941.
- Il 28 giugno 2008 il lanciatore dei Los Angeles Angels of Anaheim Jered Weaver ha lanciato quello che tecnicamente non è un no-hitter, in quanto i suoi avversari di quel giorno, i Los Angeles Dodgers, non hanno avuto bisogno di utilizzare il loro ultimo turno di battuta perché già in vantaggio 1 a 0 grazie a un errore dello stesso Weaver. Alla partita di Weaver mancava quindi una delle caratteristiche principali per essere considerata un no-hitter: non è durata almeno 9 inning. Weaver è poi riuscito a lanciare un no-hitter regolare, il 2 maggio 2012 nella vittoria per 9-0 degli Angels contro i Minnesota Twins, concedendo una sola base su ball e una base per passed ball su strikeout.
- Il 1º giugno 2012, al Citi Field, Johan Santana, lanciatore dei New York Mets, ha realizzato il primo no-hitter della storia della franchigia, lanciando contro i St. Louis Cardinals e chiudendo la partita in 134 lanci.